# Parafodina pentagonalis
Parafodina pentagonalis is een vlinder uit de familie spinneruilen (Erebidae). De wetenschappelijke naam is voor het eerst geldig gepubliceerd in 1894 door Butler.
De soort komt voor in tropisch Afrika.